# Geràsim III
Geràsim III (en grec Γεράσιμος Γ') va ser patriarca de Constantinoble entre els anys 1794 i 1797.
Va néixer a Xipre i l'any 1762 va ser elegit metropolità de Vize. El 1783 el van elegir metropolità de Nicomèdia, el 1791 de Derkos, i el 3 de març de 1794 va succeir a Neòfit VII a la seu ecumènica. Durant el seu mandat va regular diverses qüestions de dret canònic. El març de 1795 va prohibir l'ordenació dels diaques abans dels 25 anys i dels sacerdots si no tenien al menys trenta anys. L'agost de 1796, va treure als bisbes el dret de tenir un administrador a Constantinoble. Es va retirar voluntàriament el 19 d'abril de 1797 a Terabia, on va morir una mica més tard.